# Hlușkovețke, Iarmolînți
Hlușkovețke (în ucraineană Глушковецьке) este un sat în comuna Hlușkivți din raionul Iarmolînți, regiunea Hmelnîțkîi, Ucraina.

## Demografie
Componența lingvistică a localității Hlușkovețke
     Ucraineană (100%)
Conform recensământului din 2001, toată populația localității Hlușkovețke era vorbitoare de ucraineană (100%).